# Conclaaf van 1370
Het conclaaf van 1370 vond plaats van 29 tot 30 december 1370 in het Palais des Papes te Avignon, en volgde op de dood van paus Urbanus V op 19 december 1370. Het conclaaf leidde tot de verkiezing van Pierre Roger de Beaufort als paus Gregorius XI. Hij werd daarmee de zevende en laatste paus tijdens het Pausdom van Avignon.

## Deelnemende kardinalen
Paus Urbanus V was de eerste paus sinds 1304 die tijdelijk resideerde in Rome (1367-1370), maar hij keerde uiteindelijk terug naar Avignon, waar hij ook overleed. Op het moment van zijn dood telde het College van Kardinalen twintig leden, waarvan er achttien deelnamen aan het conclaaf. De achttien aanwezige kardinalen waren:
- Guy de Boulogne – bisschop van Porto e Santa Rufina en decaan van het College
- Raymond de Canillac – bisschop van Palestrina
- Guillaume de la Sudrie – bisschop van Ostia e Velletri
- Gilles Aycelin de Montaigu – bisschop van Frascati
- Pierre de Monteruc – priester van S. Anastasia en vice-kanselier van de Heilige Roomse Kerk
- Philippe de Cabassoles - bisschop van Sabina
- Guillaume de la Jugié – priester van S. Clemente
- Jean de Blauzac – priester van S. Marco
- Guillaume d'Aigrefeuille – priester van S. Stefano al Monte Celio
- Stephen Langham – priester van S. Sisto
- Bernard du Bosquet – priester van SS. XII Apostoli
- Jean de Dormans – priester van SS. IV Coronati
- Etienne de Poissy – priester van S. Eusebio
- Francesco Tebaldeschi – priester van S. Sabina
- Pietro Corsini – priester van S. Lorenzo in Damaso
- Pierre Roger de Beaufort – diaken van S. Maria Nuova
- Rinaldo Orsini – diaken van S. Adriano
- Hugues de Saint-Martial – diaken van S. Maria in Portico

Twee kardinalen, Angelic de Grimoard en Pierre d'Estaing, beiden benoemd door Urbanus V, waren afwezig vanwege hun verblijf in Italië.

## Verloop en nasleep
Op 29 december 1370 traden de achttien aanwezige kardinalen het conclaaf binnen. De volgende ochtend, tijdens de eerste stemronde, werd kardinaal Pierre Roger de Beaufort - een neefje van paus Clemens VI - unaniem gekozen tot paus. Aanvankelijk weigerde hij de verkiezing, maar hij aanvaardde uiteindelijk en nam de naam Gregorius XI aan. Opmerkelijk is dat hij op moment van zijn verkiezing geen priester was: op 2 januari 1371 werd hij tot priester gewijd, en op 3 januari werd hij tot bisschop van Rome gewijd door de decaan van het College van Kardinalen, Guy de Boulogne. De kroning vond plaats in de kathedraal Notre-Dame des Doms in Avignon.
Gregorius XI was de laatste paus die in Avignon resideerde. In 1377 keerde hij terug naar Rome, waarmee de Babylonische ballingschap der pausen beëindigd werd. Zijn overlijden in 1378 leidde tot het conclaaf van dat jaar, dat het begin markeerde van het Westers Schisma, een periode van verdeeldheid binnen de Katholieke Kerk en waarin pausen en tegenpausen elkaar tegenwerkten.